# واسبول (مقاطعة كلاردشت)
واسبول (بالفارسية: واسپول) هي قرية تقع في Kuhestan Rural District في إيران. يقدر عدد سكانها بـ 13 نسمة .